# 巴桑日
巴桑日（法語：Bassenge，法語發音：[basɑ̃ʒ]，荷蘭語發音：[ˈbɪtsɪŋə(n)] ⓘ）是比利时瓦隆大区列日省列日區的一个市镇，位于瓦隆大区与弗拉芒大區交界处，北部与弗拉芒大區林堡省接壤，通行法语，是比利时法语社群的一部分，人口8,986人（2018年1月1日）。